# Segment sieci
Segment sieci – część sieci komputerowej odseparowana od jej reszty urządzeniem sieciowym takim jak np.:
- przełącznik
- router
- most

Podział sieci komputerowej na segmenty pozwala na:
- Zmniejszenie obciążenia sieci lokalnej poprzez separację ruchu na ruch segmentowy i międzysegmentowy – jeśli dwa urządzenia sieciowe znajdują się w jednym segmencie, przesyłane między nimi pakiety nie wychodzą poza ten segment.
- Zwiększenie liczby domen kolizyjnych, a co za tym idzie, zmniejszenie liczby urządzeń w pojedynczej domenie.
- Zmniejszenie liczby kolizji pakietów w domenie i w rezultacie w całej sieci.